# كريس جونز (لاعب كرة قدم بريطاني)
كريس جونز (بالإنجليزية: Chris Jones)‏ (19 نوفمبر 1945 في المملكة المتحدة - ) هو لاعب كرة قدم بريطاني في مركز الهجوم. لعب مع أولدهام أثلتيك وسويندون تاون ومانشستر سيتي ونادي دونكاستر روفرز ونادي روتشديل ونادي والسول ونادي يورك سيتي وهدرسفيلد تاون ودارلينجتون إف سى.

## وصلات خارجية
- كريس جونز على موقع قاعدة بيانات كرة القدم.إي يو (الإنجليزية)